# Cosmic latte
Le Cosmic Latte est la « couleur de l'univers », inventée par une équipe d'astronomes de l'Université Johns-Hopkins (Baltimore, États-Unis).
L'équipe a calculé la moyenne des spectres de la lumière de plus de 200 000 galaxies, en prenant soin de corriger les données pour le décalage vers le rouge des étoiles les plus lointaines. En appliquant les fonctions colorimétriques à ce spectre moyen, ils ont obtenu une chromaticité de (0,345, 0,345), pratiquement celle de la radiation du corps noir à 5 020 K et  légèrement plus violacée que l'illuminant normalisé D50. Ils ont corrigé leur résultat pour l'adaptation chromatique avec l'illuminant E, afin d'obtenir une couleur crème.  Ils ont ensuite choisi le nom de couleur cosmic latte (« café lacté cosmique ») pour la nuance de cette chromaticité qui a la plus forte luminosité compatible avec les écrans d'ordinateurs.
En 2001, Karl Glazebrook et Ivan Baldry avaient utilisé un procédé du même genre pour affirmer que la couleur de l'univers était un bleu turquoise. Ils ont corrigé dès 2002 dans un article où ils évoquent une couleur beige-blanc.
Ces calculs constituaient au départ une note amusante annexée à un article sérieux, mais les médias y ont trouvé l'occasion de gros titres.

## Circonstances de l'invention
Le but de l'étude était d'examiner l'analyse spectrale de différentes galaxies pour étudier la formation des étoiles. Les raies sombres affichées dans leur spectre, comme les raies de Fraunhofer pour le Soleil, indiquent les étoiles plus anciennes et plus jeunes. Elles permirent à Glazebrook et Baldry de déterminer l'âge de différentes galaxies et systèmes d'étoiles. L'étude a vérifié que la formation de la majorité des étoiles remonte à environ 5 milliards d'années. Parce que ces étoiles auraient été plus chaudes dans le passé, la couleur de l'univers évolue du bleu au rouge au fur et à mesure que plus d'étoiles bleues se changent en géantes jaunes et finalement rouges. 
Plus l'astronomie découvre des galaxies éloignées, plus la « couleur de l'univers » tend vers un blanc pur, la lumière provenant des étoiles lointaines ayant été produite quand elles étaient plus jeunes et plus bleues.
L'attribution d'un nom de couleur avec une représentation informatique à des fins promotionnelles dissimule ces résultats, tout en augmentant la visibilité de l'article.

### Désignation de la couleur
La « couleur de l'univers » corrigée a été initialement publiée sur le site Web de Johns Hopkins News et mise à jour lors de l'annonce initiale de l'équipe. Plusieurs médias, dont NPR ont affiché la couleur dans des articles et certains ont relayé la demande de Glazebrook sur l'annonce demandant des suggestions de noms, ajoutant en plaisantant que tous étaient les bienvenus tant qu'ils n'étaient pas « beige ». 
Voici les résultats d'un vote des astronomes JHU du projet sur la base de la nouvelle couleur : 
| Nom de la couleur             | Crédit                 | Votes |
| ----------------------------- | ---------------------- | ----- |
| Cosmic Latte                  | Peter Drum             | 6     |
| Cappuccino Cosmico            | Peter Drum             | 17    |
| Big Bang Buff / Blush / Beige | Plusieurs participants | 13    |
| Cosmic Cream                  | Plusieurs participants | 8     |
| Astronomer Green              | Inconnue               | 8     |
| Astronomer Almond             | Lisa Rose              | sept  |
| Skyvory                       | Michael Howard         | sept  |
| Univeige                      | Plusieurs participants | 6     |
| Cosmic Khaki                  | Inconnue               | 5     |
| Primordial Clam Chowder       | Inconnue               | 4     |

Bien que la suggestion de Peter Drum de « cappuccino cosmico » ait reçu le plus de votes, les chercheurs ont choisi l'autre suggestion de Drum, « cosmic latte ». En effet, « latteo » signifie « laiteux » en italien, la langue maternelle de Galilée. La similitude avec le terme italien pour la Voie lactée, « Via Lattea » a joué, et ils ont apprécié le fait que la couleur serait également similaire à la couleur moyenne de la Voie lactée,. Ils ont également affirmé être « biaisés par la caféine ».